# I Found Out
"I Found Out" är en sång av John Lennon, utgiven 1970 på albumet John Lennon/Plastic Ono Band. Låten kan ses som en frigörelse från religionen och Beatles. Man kan göra jämförelser med en annan låt från samma album, God, som innehåller samma tema och frigörelse.

## Musiker
- John Lennon - sång, gitarr
- Ringo Starr - trummor
- Klaus Voormann - bas